# Бузет
Бузет (хорв. Buzet, італ. Pinguente) — місто в Хорватії, у північній частині півострова Істрія. Населення міста — 6 059 чоловік (2001).

## Загальні відомості
Бузет розташований за 5 кілометрів від кордону зі Словенією в гірській місцевості. Через місто проходить автомобільна дорога Умаг — Рієка. Ще одна дорога веде з міста в Словенію.
Околиці міста мальовничі і приваблюють туристів. В самому Бузеті кожен рік проходять кілька фольклорних фестивалів, найвідомішим з яких є «Бузетський карнавал».

## Історія
Бузет має древню історію. В римський період на пагорбі, де тепер розташоване Старе місто Бузета, знаходилось поселення Пінгентум (Pinguentum), від якого походить сучасна італійська назва міста.

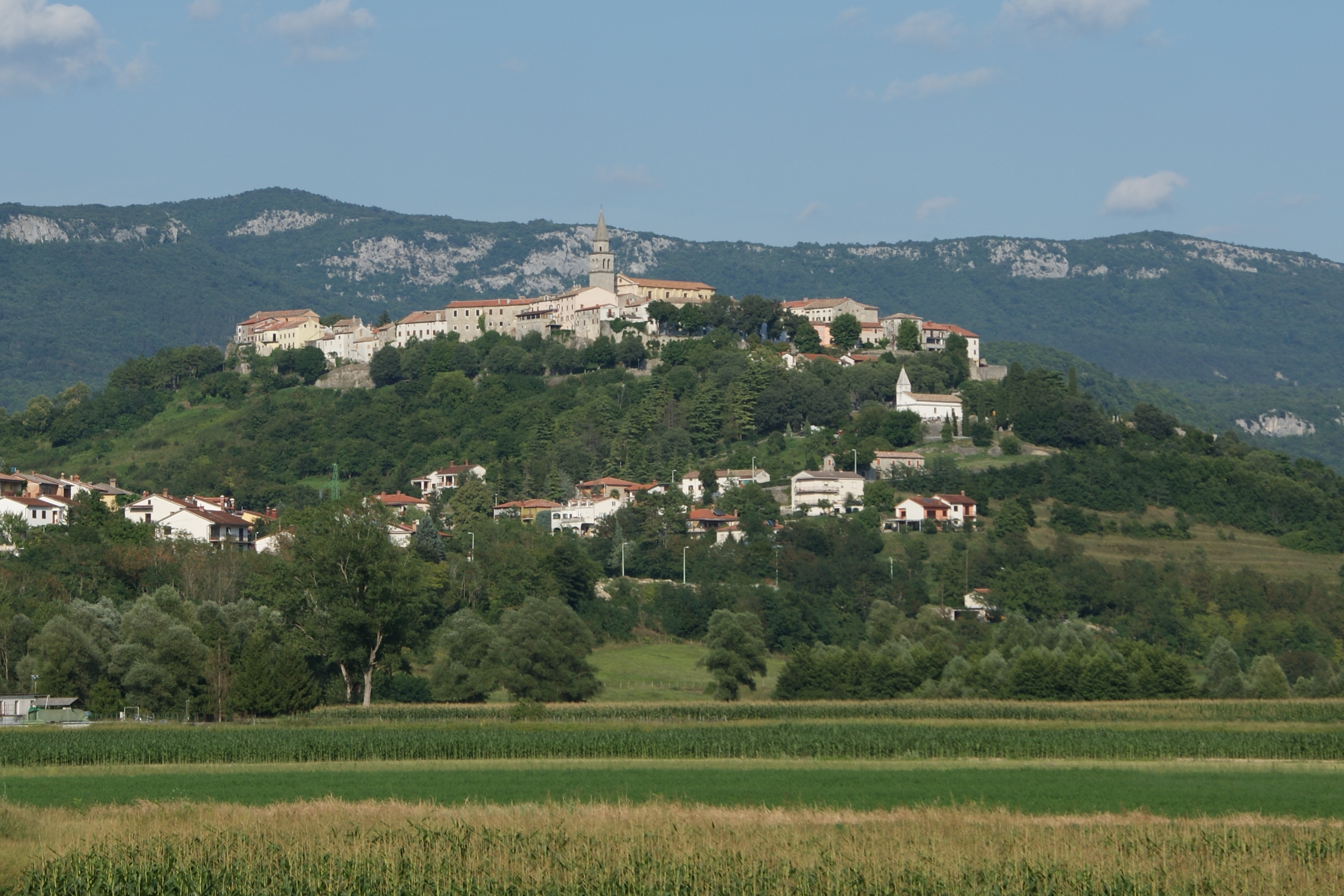
Старе місто Бузета

В Середньовіччя місто було під владою Візантійської імперії, а з 1421 року переходить під владу Венеційської республіки — саме в цей час місто сильно виросло, тут було збудовано декілька палаців, зведений укріплений форт, залишки якого збереглись до наших днів.
В кінці XVIII — початку XIX ст. Бузет декілька разів міняє своїх господарів: спочатку він потрапляє під владу Австрійської імперії, з 1805 переходить до Першої Французької імперії, а в 1813, після падіння Наполеона, повертається в Австрію. В 1918 — місто під владою Італії, з 1945 — в складі СФРЮ, а з 1991 — Хорватії.

## Населення
Населення громади за даними перепису 2011 року становило 6 133 осіб, 1 з яких назвала рідною українську мову. Населення самого міста становило 1 679 осіб.
Динаміка чисельності населення громади:
Динаміка чисельності населення міста:

## Населені пункти
Крім міста Бузет, до громади також входять:
- Баредине
- Бартоличі
- Барушичі
- Бенчичі
- Блатна Вас
- Брнобичі
- Цунь
- Чиритеж
- Чрниця
- Дуричичі
- Ерковчичі
- Форчичі
- Горня Нугла
- Хум
- Юради
- Юричичі
- Каїни
- Кларичі
- Компань
- Косорига
- Котли
- Крас
- Крбавчичі
- Кркуж
- Крти
- Крушвари
- Мала Хуба
- Малий Млун
- Марченегла
- Маринці
- Мартинці
- Медвеє
- Негнар
- Паладини
- Пенгари
- Пенічичі
- Перці
- Почекаї
- Подкук
- Подребар
- Прачана
- Продани
- Рачиці
- Рачицький Брієг
- Рим
- Римняк
- Роч
- Рочко Полє
- Салеж
- Селца
- Селяці
- Сень
- Сиротичі
- Совиняк
- Совиньська Брда
- Совиньсько Полє
- Станиця Роч
- Страна
- Сушичі
- Светий Донат
- Светий Іван
- Светий Мартин
- Щульці
- Шкуляри
- Штрпед
- Угрини
- Велий Млун
- Врх
- Жонти

## Клімат
Середня річна температура становить 12,97 °C, середня максимальна — 26,58 °C, а середня мінімальна — -1,57 °C. Середня річна кількість опадів — 1106 мм.
| Клімат міста                                  | Клімат міста | Клімат міста | Клімат міста | Клімат міста | Клімат міста | Клімат міста | Клімат міста | Клімат міста | Клімат міста | Клімат міста | Клімат міста | Клімат міста | Клімат міста |
| Показник                                      | Січ.         | Лют.         | Бер.         | Квіт.        | Трав.        | Черв.        | Лип.         | Серп.        | Вер.         | Жовт.        | Лист.        | Груд.        |              |
| Середній максимум, °C                         | 9,94         | 10,90        | 13,89        | 17,19        | 22,17        | 26,18        | 26,58        | 25,92        | 21,82        | 17,07        | 12,16        | 8,90         |              |
| Середня температура, °C                       | 4,18         | 5,16         | 8,15         | 11,43        | 16,41        | 20,43        | 22,81        | 22,16        | 18,06        | 13,31        | 8,40         | 5,14         |              |
| Середній мінімум, °C                          | −1,57        | −0,59        | 2,39         | 5,66         | 10,66        | 14,67        | 19,04        | 18,40        | 14,29        | 9,54         | 4,64         | 1,38         |              |
| Норма опадів, мм                              | 82           | 66           | 81           | 89           | 81           | 94           | 65           | 94           | 99           | 126          | 125          | 104          |              |
| Середньомісячна швидкість вітру, м/с          | 1.45         | 1.74         | 1.98         | 2.03         | 1.84         | 1.76         | 1.74         | 1.65         | 1.55         | 1.64         | 1.66         | 1.57         |              |
| Середньомісячна сонячна радіація, кДж/м²·день | 4441         | 7310         | 10573        | 14901        | 19047        | 20733        | 21785        | 18732        | 13926        | 8907         | 4896         | 3698         |              |
| --------------------------------------------- | ------------ | ------------ | ------------ | ------------ | ------------ | ------------ | ------------ | ------------ | ------------ | ------------ | ------------ | ------------ | ------------ |
| Джерело:                                      |              |              |              |              |              |              |              |              |              |              |              |              |              |

## Пам'ятки

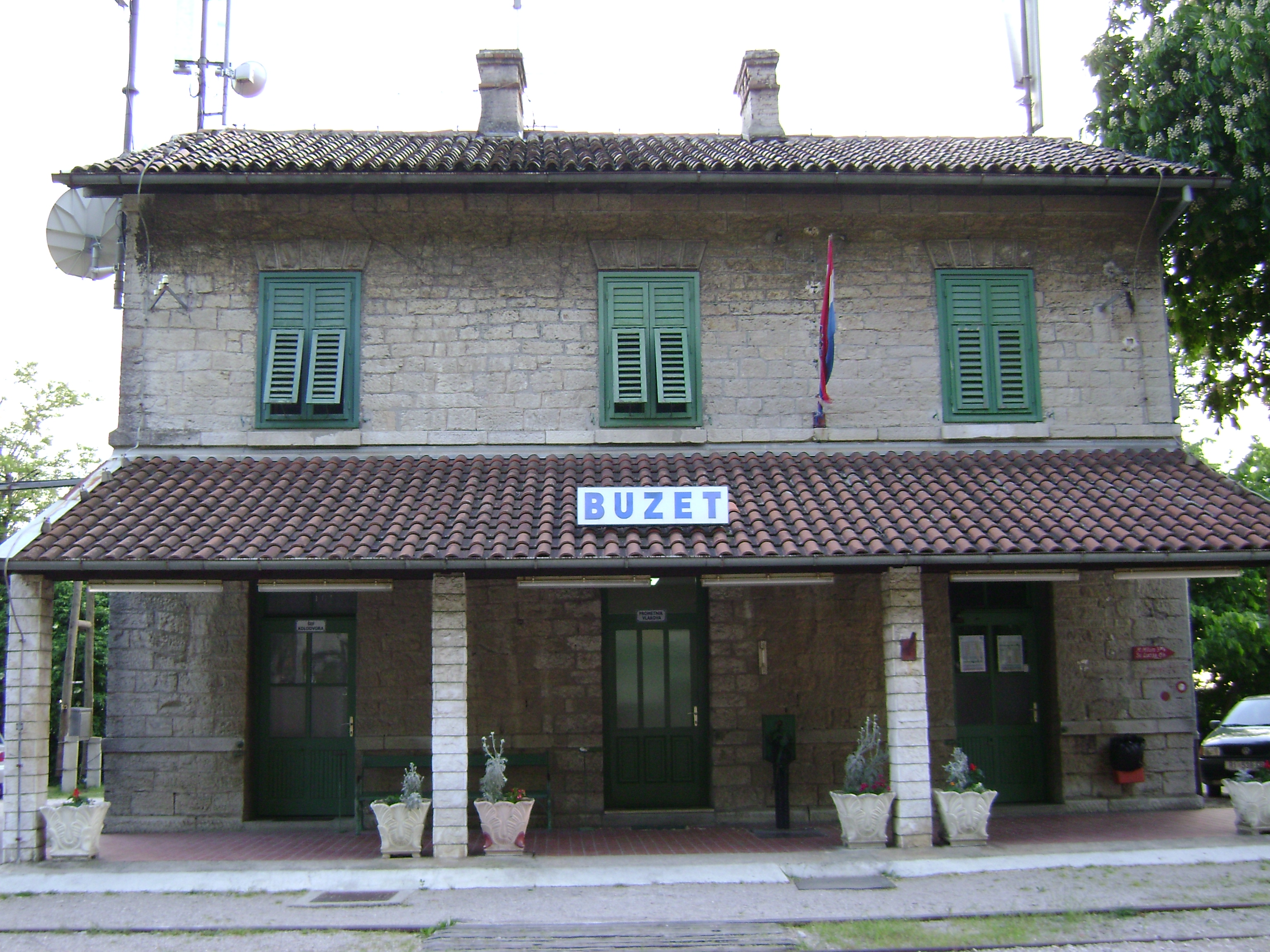
Залізничний вокзал в Бузеті

- Відкритий університет Augustin Vivoda
- Приходська церква. Зведена в 1784 році.
- Національна бібліотека. Занована майже 120 років тому.
- Народний дім. Збудований в 1907 році.
- Міський краєзнавчий музей. Відкритий в 1961 році і розміщений в старовинному палаці Бігатто в центрі старої частини міста.
- Місто Хум. Найменше місто у світі, розташоване за 14 км від Бузета та відноситься до його громади.